# Droit des associations en France
En France, le droit des associations est une branche du droit privé qui concerne d'une part les associations de droit local alsacien-mosellan ayant leurs sièges sociaux dans les départements d'Alsace-Moselle, peu importe où est réalisée leur activité, et d'autre part les associations loi de 1901 ayant leurs sièges sociaux dans les autres départements français. Les premières sont régies par le articles 21 à 79-III du code civil local d'Alsace-Moselle entrés en vigueur le 1er janvier 1900, tandis que les secondes sont régies par le Code civil ainsi que par la loi du 1er juillet 1901.
Dans les deux cas, les dispositions propres aux associations ne suffisent pas à définir l'intégralité de leurs règles de fonctionnement. De nombreuses lois s'appliquant aux associations sont en conséquence des applications d'autres branches du droit. Sont particulièrement concernés le droit des contrats, le droit des obligations, le droit fiscal, le droit du travail. Les jurisprudences, souvent calquées sur le droit des sociétés viennent compléter ce corpus juridique.

## Associations de droit local alsacien-mosellan
Les départements français du Bas-Rhin, du Haut-Rhin et de la Moselle, du fait de leur annexion entre 1871 et 1918, se sont trouvés déconnectés de l'évolution linéaire du droit français. N'étant légalement pas français (La France, par l'intermédiaire du gouvernement de la Défense nationale, signe le traité de Francfort.) au moment de l'abrogation de certaines dispositions législatives ou du vote de certaines lois, dont la loi de 1901, ces départements conservent ainsi un certain nombre de dispositions napoléoniennes ou antérieures, ainsi que d'autres dispositions mises en place par l'Empire allemand.
Ce statut est donc réservé aux associations ayant leurs sièges sociaux dans l'un des départements d'Alsace-Moselle et qui, de ce fait, ne relèvent des articles 21 à 79-III du code civil local entrés en vigueur le 1er janvier 1900 et éventuellement des autres dispositions de ce droit local pouvant lui être appliquées. Dans les faits de nombreuses associations ont établi leurs sièges sociaux dans les départements concernés sans nécessairement y exercer leur activité principale attirés par certaines dispositions législatives qui leur sont avantageuses.

## Associations loi de 1901

### La définition de l'association
L'article 1 de la loi de 1901 définit l'association comme « la convention par laquelle deux ou plusieurs personnes mettent en commun, d'une façon permanente, leurs connaissances ou leur activité dans un but autre que de partager des bénéfices ». Ainsi, trois éléments constituent l'association : l'accord contractuel, la mise en commun et le but désintéressé.

#### L'accord contractuel
L'article 1 de la loi de 1901 précise que l'association « est régie, quant à sa validité, par les principes généraux du droit applicables aux contrats et obligations ». Dès lors, le droit des associations est régi par le Code civil et doit se soumettre au droit des contrats : il y a accord de volonté, c'est un contrat. Le consentement des parties ne doit pas être vicié. Les parties doivent avoir la capacité à contracter. De plus, l'association doit avoir un objet certain fondé sur une cause licite. L'association est une personne morale de droit privé.
Si toutes les conditions de validité du contrat de l'association ne sont pas respectées, celle-ci sera déclarée nulle. Par exemple, la Cour de cassation a prononcé dans un arrêt du 13 décembre 1989 la nullité d'une association dont l'objet était de favoriser la conclusion de contrats de mères porteuses.

#### La mise en commun de moyens
Tout comme en droit des sociétés, il s'agit d'un apport, mais on préfère parler d'apport de connaissance qui se définit comme un certain savoir-faire. En entrant dans une association, le sociétaire ne gagne pas de droit patrimonial comme dans les sociétés, mais il peut tout de même retirer de son appartenance à l'association des avantages matériels. L'association n'a pas de capital social.

#### Le but désintéressé
En principe une association doit avoir un but non lucratif : le partage des bénéfices ne doit pas être l'objet de l'association. La Cour de cassation a défini le bénéfice comme un gain pécuniaire ou matériel accroissant la fortune des associés. Le non-partage caractérise le but non lucratif d'une association
La notion de lucrativité est assez floue. Elle participe de facteurs à la fois subjectif (la gestion désintéressée, des rapports privilégiés avec une entreprise…) et de facteurs plus clairs, comme le plafond de recettes à 60 000 euros. De plus, une association peut avoir un but lucratif, soit en étant formé en Alsace-Moselle (association loi de 1908) soit en se sectorisant, le secteur lucratif étant comptablement distinct et considéré comme une entreprise. De même, une association peut permettre des avantages matériels à ses adhérents mais dans une certaine limite (31 euros)[réf. nécessaire] et encore, ceci est juste une tolérance.
Les excédents réalisés doivent rester au sein de l'association. Dès lors, elle doit préciser dans ses statuts qu'elle a une activité lucrative (sectorisation). La partie lucrative de l'association devra être accessoire par rapport aux autres activités de l'association. Un arrêt de la Cour de cassation daté de 1970 a estimé qu'une association ne méritait pas une disqualification du fait que les ressources provenant d'activités lucratives étaient nettement supérieures à celles provenant des cotisations.
Le salaire est licite dès lors que celui-ci correspond à une tâche réelle et spécifique détachable de celles confiées aux sociétaires.
De nos jours, l'association est très proche d'une entreprise. Ses principales différences sont :
- la simplicité de la création (comme le statut d'auto-entrepreneur ou bien la société en participation)
- l'absence du mot « entreprise ». Et de fait, beaucoup d'associations servent de couveuses pour un projet professionnel[réf. nécessaire]

### Les différentes catégories d'associations

#### Les associations prévues par la loi de 1901

##### Les associations déclarées
Il s'agit des associations qui ont déposé une déclaration en préfecture. À dater de la publication au Journal officiel, l’association cesse d’être une simple convention et devient une personne jouissant de la personnalité juridique. Toutefois cette capacité se restreint aux actes nécessaires à la réalisation de leur objet. Elles peuvent entre autres :
- passer des contrats ;
- agir en justice ;
- posséder un patrimoine ;
- ouvrir un compte bancaire ou postal ;
- employer du personnel ;
- recevoir des cotisations et des subventions ;
- recevoir des dons manuels ;
- réaliser des actes de commerce.

Elle ne peuvent pas recevoir des legs ou donations autres que les dons manuels

##### Les associations reconnues d'utilité publique
Si l'association déclarée a besoin d'une capacité juridique élargie, elle va demander d'être reconnue d'utilité publique. Cette notion d'utilité publique se définit comme la reconnaissance au niveau national de la capacité de ses membres à porter sur la place publique la défense d'une cause déterminée.
Les statuts de ce type d'association doivent préciser l'objet, la nature même du projet associatif vis-à-vis des tiers, des membres et de l'administration publique. C'est le Premier ministre qui attribue cette reconnaissance par décret en pouvoir discrétionnaire.
Contrairement aux associations simplement déclarées, les associations reconnues d'utilité publique pourront recevoir de plein droit des libéralités (dons et legs).

##### Les associations non déclarées
Les associations non déclarées en préfecture, a contrario des associations déclarées, ne possèdent ni la personnalité morale ni la capacité juridique : elles n'ont pas d'existence officielle. Dès lors, toutes les actions énumérées précédemment leur sont impossibles. Si une association non déclarée ne peut pas contracter en son nom, elle peut toutefois passer par l'intermédiaire de l'un de ses membres mandaté par les autres. Dès lors en cas de litige, c'est sa responsabilité qui pourra être engagée. Celui-ci devra donc mettre en cause tous les membres de l'association pour s'en défaire, d'où l'intérêt de se déclarer.
Ce type d'association, reconnu par la loi de 1901, est déclaré comme licite. Ces associations peuvent avoir un local au nom de l'association, il s'agira d'un bien indivis. Le Conseil d'État a reconnu que ces associations peuvent former un recours pour excès de pouvoir.

#### Les associations non prévues par la loi de 1901

##### Les associations agréées
Un agrément s'apparente à un label décerné à l'association. Ce label lui permet d'obtenir plus facilement des subventions, de coopérer avec des services publics (éducatifs, culturels ou sociaux), ainsi que de collaborer avec des agents publics, et enfin de se voir affectés des locaux administratifs.
Ce sont les ministères qui fixent les propres règles de leur agrément et qui les délivrent aux associations nationales. Quant aux associations locales, le préfet leur délivre. L'agrément doit être sollicité par l'association. La délivrance et le retrait de l'agrément sont des pouvoirs discrétionnaires de l'administration.
L'association agréée peut faire l'objet d'un recours pour excès de pouvoir devant le juge.

##### Les associations habilitées
Il s'agit des associations qui ont reçu par l'État l'autorisation d'organiser un service public. L'État détermine des objectifs, et l'association aura la liberté des actions qu'elle entreprendra pour les atteindre. Dès lors, une association habilitée a des prérogatives de puissance publique.
L'habilitation s'obtient par acte unilatéral (contestable uniquement en recours pour excès de pouvoir) ou par convention (contestable uniquement en recours de plein contentieux).

### La formation de l'association

#### Le principe de la liberté d'association
La loi de 1901 dispose que les associations pourront se former librement sans autorisation, mais ne jouiront de la capacité juridique que si elles se conforment aux dispositions de l'art. 5.
L'administration n'a pas de pouvoir discrétionnaire lors de la déclaration en préfecture, Cependant, elle exerce un contrôle a posteriori sur l'objet de l'association. Si le préfet conteste la légalité de l'objet (illicéité ou non-respect des bonnes mœurs), il sera possible de contester devant le tribunal de grande instance.
Ce régime libéral de libre formation a été étendu aux associations étrangères
Une loi de 1971 a tenté de remettre en cause la liberté d'association : elle permettait au préfet de différer la délivrance du récépissé en cas de déclaration faite par une association apparemment fondée sur un objet illicite. Ainsi le préfet pouvait alerter le procureur de la République afin qu'il assigne l'association devant le tribunal de grande instance. Le Conseil Constitutionnel a été saisi et a annulé cette disposition qui permettait un contrôle a priori.

#### Les formalités de constitution d'association

##### Les formalités de constitution pour l'association déclarée

###### L'assemblée constitutive
Elle n'est pas obligatoire mais recommandée. Elle permet d'exposer, de valider et de formaliser les intentions. Si les statuts ne désignent pas les dirigeants, l'assemblée les élira et formera le 1er Conseil d'Administration. Ces dirigeants désignés ne le seront qu'à titre provisoire. Il est fortement recommandé de dresser un procès-verbal des décisions prise devant l'Assemblée, avec signatures des participants.

###### La rédaction des statuts
Ils constituent la loi organique de l'association. En cas de conflit, le juge se réfère aux statuts. Ils sont facultatifs pour une association non déclarée et même pour une association déclarée, les obligations légales sont fort réduites, puisqu'elles se limitent à faire figurer :
- le nom de l'association ;
- son objet ;
- son siège social.

Ainsi et malgré la croyance populaire, il n'est nullement obligatoire d'avoir un bureau, un conseil d'administration… voire un président !
Cependant, voici des exemples de ce que l'on trouve souvent dans des statuts.
- l'état civil des fondateurs ;
- l'objet ;
- la durée ;
- la composition ;
- les conditions requises pour pouvoir adhérer ;
- les conditions d'exclusion des membres ;
- les modalités de convocations et de réunions des Assemblées Générales ordinaire et extraordinaire ;
- la composition du 1er Conseil d'Administration ;
- la durée des fonctions ;
- le mode de remplacement des administrateurs ;
- le fonctionnement du Bureau et du Conseil d'Administration ;
- les modalités de modification des statuts ;
- les règles de dissolution.

Toutes modifications doivent être signalées en préfecture, qui publiera les statuts initiaux ou modifiés dans le « Journal officiel associations ». Il vaut mieux régler les détails dans le règlement intérieur, qui peut par ailleurs être une source d'interprétation des statuts en cas de conflit.

###### La déclaration d'existence officielle de l'association
L'association sera déclarée en préfecture ou sous-préfecture. Le dossier de déclaration comprend 4 documents :
1. la déclaration sur papier libre daté et signé comportant le nom, l'objet et l'adresse du siège social, ainsi que l'état civil des personnes chargées de l'administration ou la direction, avec leur fonction au sein de l'association.
2. l'attestation justifiant de l'établissement du siège social. Il peut s'agir d'une lettre du propriétaire au locataire du lieu occupé par l'association.
3. 2 exemplaires des statuts datés et signés
4. une demande d'insertion au Journal officiel.

Le récépissé de déclaration constitutive
L'administration est tenue de remettre ce récépissé dans un délai de 5 jours à compter du jour de la déclaration ; c'est une obligation du préfet qui ne devra pas contrôler la légalité de l'association. Si le dossier est incomplet ou s'il n'est pas envoyé au bon endroit, l'Administration peut refuser de délivrer le récépissé.

###### La publicité
Dès la déclaration de l'association, l'Administration a un mois pour la publier au Journal officiel. La capacité juridique de l'association devient fonctionnelle dès la publication. Tout changements ou modifications des statuts devront faire l'objet d'une publicité dans les 3 mois de leurs survenances.

### Le fonctionnement de l'association

#### L'organisation de l'association

##### Les membres
Comme presque tout dans une association, la dénomination des participants est laissée à la discrétion des rédacteurs des statuts. Les personnes physiques ou morales qui font partie d’une association sont généralement appelées membres, adhérent ou sociétaire.
Il est possible de créer des catégories de membres mais ces catégorisations n'auront aucune valeur légale - elles ne vaudront que selon les termes du contrat que sont les statuts de l'association. Les catégories les plus fréquentes sont :
- membres fondateurs, les fondateurs de l'association (qui peuvent être mineurs dans certaines conditions comme l'accord d'un tuteur légal, l'émancipation ou la création d'une junior association)
- membres actifs/adhérents, la majorité des adhérents, qui généralement payent une cotisation (ce qui n'est pas une obligation légale, juste un usage contractuel fréquent)
- membres d'honneur ou honoraires, qui ont joué dans l’association un rôle éminent et sont dispensés de payer les cotisations.
- membres bienfaiteurs, qui payent volontairement une cotisation élevée (attention : si l'association n'a pas un agrément, les dons ne seront pas déductibles des impôts).

Comme pour tout contrat, le contrat associatif est un consentement mutuel. Autrement dit, personne ne peut être obligé d'adhérer et, inversement, aucune association n'est obligée d'accepter un membre. Le refus d’adhésion ne doit cependant pas avoir pour objet une discrimination du fait de l’origine de la personne, de ses opinions politiques ou religieuses, ou de son appartenance ou non à une ethnie.
Les nouveaux membres acquièrent des droits et des obligations. S’ils ne remplissent pas ses obligations, ils peuvent être exclus de l’association. Aucune demande de dommages-intérêts n’est recevable concernant une personne refusée.
L’article 6 de la loi de 1901 autorise l’association à demander à ses membres des cotisations. La cotisation peut être fixe ou déterminée chaque année en fonction des besoins de l’association.
Les statuts peuvent :
- prévoir des cotisations différentes en fonction de la qualité de ses membres. Ils peuvent également prévoir un droit d’entrée.
- subordonner l’adhésion d’un nouveau membre au paiement d’une somme qui s’ajoute comme supplément à la cotisation ordinaire.
- prévoir le rachat des cotisations : il consiste en la possibilité offerte à chaque membre de verser une somme déterminée à l’association, somme qui le dispenserait de verser des cotisations annuelles.

La loi du 1er juillet 1901 relative au contrat d’association n’impose pas pour la cotisation ni montant minimum, ni montant maximum.

##### Le règlement intérieur
Il sert à préciser les modalités pratiques du fonctionnement de l'association dans le cadre prévu par les statuts. Ces derniers établissent la loi de l’association et le règlement intérieur en est l’application. Sa rédaction est libre, elle n’est pas obligatoire. Pour être valable, le règlement intérieur doit être établi par l'organe désigné dans les statuts puis notifié aux membres de l'association.

##### L'Assemblée générale
La volonté de l’association s’exprime par l’intermédiaire de l’assemblée de ses membres. L’Assemblée générale ordinaire est informée de la gestion de l’association lors de sa réunion annuelle ordinaire. Elle examine en détail l’activité, le bilan de l’année écoulée, le budget prévisionnel pour l’année à venir. Elle élit les membres du Conseil d'administration. Ce sont les statuts ou le règlement intérieur qui fixent les modalités de convocation de cette assemblée.
Une Assemblée générale extraordinaire peut être convoquée à n’importe quel moment de l’année pour statuer sur des questions urgentes et essentielles. Il peut s'agir par exemple de changements des statuts, lorsque l’association décide de prendre de nouvelles orientations, les décisions financières importantes ou encore la dissolution de l’association. Les statuts et le règlement intérieur précisent les modalités de fonctionnement de cette assemblée.

#### L'administration de l'association

##### LeConseil d'administration
Le Conseil d'administration représente l’association dans les actes de la vie civile et assure les actes de la vie courante. Composé d’un certain nombre d’administrateurs, ce sont les statuts et le règlement intérieur qui fixent le nombre d’administrateurs, le temps de leur mandat et les conditions de leur renouvellement.

##### Le Bureau
Le bureau correspond au pouvoir exécutif de l’association. C'est une forme restreinte d'administration. Les statuts prévoient l’existence et le rôle du bureau. Les membres du bureau font presque toujours partie du conseil d'administration, mais ce n'est pas une obligation.
La composition la plus fréquente, mais nullement obligatoire, est un président, un secrétaire et un trésorier. Cette composition est si fréquente qu'elle porte de nombreuses personnes à croire qu'il faut être trois pour créer une association - ce qui est faux, il suffit d'être deux (comme pour une société commerciale), même s'il est recommandé que le président ne soit pas le trésorier, pour de simples raisons de transparence.
Le président représente et dirige l’association. Le secrétaire s'occupe de la gestion administrative. Le trésorier s'occupe de la gestion financière.

##### La responsabilité des administrateurs
Les administrateurs doivent s’acquitter périodiquement de formalités. Le manquement à ses obligations peut engager leur responsabilité.
La jurisprudence considère l’administrateur d’association comme étant le mandataire de celle-ci. En cas de manquement, sa responsabilité peut être mise en cause. Cette notion de responsabilité se trouve aggravée par le nouveau Code pénal qui met en place un nouveau principe de responsabilité dévolue aux personnes morales, ainsi aux associations. Les personnes morales sont désormais responsables pénalement des infractions commises. Ces dispositions du Code pénal ne modifient en rien le principe de responsabilité civile des administrateurs.
Les nouvelles dispositions du code pénal permettent aux tribunaux de prononcer à l’encontre des associations un certain nombre de mesures d’ordre administratif en fonction de l’importance de l’infraction relevée. Le juge peut décider de la mise sous surveillance judiciaire de l’association ou de sa dissolution. Lorsqu’une association est passible d’une amende, son montant sera 5 fois celui prévu pour la même infraction commise par une personne physique. De nouvelles dispositions ont prévu un casier judiciaire pour les associations.

## Le personnel de l'association
Le caractère bénévole de la gestion de l’association ne fait pas obstacle à ce que le groupement utilise les services d’une personne salariée, à condition que l’action du salarié corresponde à un emploi réel et à un travail effectif.
L’association qui emploie du personnel salarié acquiert, au regard du Code du travail, la situation d’employeur, avec toutes les obligations administratives, fiscales et sociales qui découlent du statut d’employeur. Il faut distinguer avec précision le statut des salariés des autres statuts qui peuvent s’appliquer aux collaborateurs de l’association.

### Le salarié
Le salariat implique l’existence d’un contrat de travail entre l’association et le collaborateur intéressé. En l’absence de définition légale du salariat, la jurisprudence considère qu’il y a contrat de travail lorsqu’une personne s’engage à travailler pour le compte et sous la direction d’une autre moyennant rémunération.
Deux conditions sont nécessaires et suffisantes pour caractériser le salariat :
- la réalisation d’une prestation de travail rémunérée.
- l’existence d’un lien de subordination.

La prestation de travail doit avoir pour contrepartie une rémunération sous forme d’argent, on parle alors de salaire, honoraire, indemnité, vacation, prime, cachet.
Il peut s’agir de l’octroi d’avantages en nature tels que la fourniture de nourritures ou la mise à disposition d’un logement ou d’un véhicule.
A pu être considéré comme ayant la qualité de salarié un accompagnateur de stage en montagne dès lors qu’il était logé et nourri pendant la durée du stage. Ont été également considérés comme salariés, des bénévoles recevant une somme forfaitaire dépassant les frais exposés.
La Cour de cassation précise le lien de subordination : c'est le lien caractérisé par l’exécution d’un travail sous l’autorité d’un employeur qui a le pouvoir de donner des ordres et des directives, de contrôler l’exécution de ce travail et qui a le pouvoir de sanctionner les manquements de son subordonné. La jurisprudence a par ailleurs dégagé un certain nombre de faisceaux d’indices qui pris isolément ne suffisent pas à caractériser le lien de subordination mais qui permettent de conclure lorsque plusieurs de ces éléments sont réunis à l’existence d’un lien de subordination :
- les directives données par l’association aux collaborateurs
- l’obligation de se soumettre à des contrôles
- des horaires et un lieu de travail

L’analyse de la jurisprudence fait ressortir l’importance de la notion d’intégration de l’intéressé dans la structure d’un service ou d’une entreprise.
Peu importe que le collaborateur exerce son activité professionnelle à l’extérieur de l’association dès lors qu’il s’intègre dans le cadre d’un service organisé par l’association et dans son intérêt direct. Dans la pratique ce lien de subordination a été parfois d’application délicate et de nombreux contentieux se sont développés ; s’agissant des professions dont l’exercice requiert une certaine indépendance ; ont été considérés comme des salariés par la jurisprudence :
- des chirurgiens dentistes qui prodiguaient leurs soins dans une polyclinique gérée par une association étaient considérés comme salariés car ils utilisaient les installations et le personnel mis à disposition. De plus, ils appliquaient les tarifs et les clauses de convention passées par la polyclinique avec les organismes de sécurité sociale.
- des formateurs apportant leurs concours à des associations. Ils dispensaient leurs cours dans le cadre d’un programme imposé et sous le contrôle d’un demandeur pédagogique. Ils exerçaient par ailleurs leur activité dans les locaux de l’association et selon une rémunération forfaitaire.

Les conditions de fait dans lesquelles s’exerce l’activité sont déterminantes pour définir ou non l’existence d’un lien de subordination, peu importe la qualification donnée par les parties à la relation contractuelle.
- un entraîneur sportif avait signé avec une association un contrat dit de prestataire de service et ceci pour la durée d’une saison sportive. La Cour d’appel a requalifié ce contrat de contrat à durée déterminée dans la mesure où cet entraîneur avait un lien de subordination avec le club, il devait participer aux entraînements, aux matchs amicaux et se maintenir en bonne condition physique.

La jurisprudence a considéré, dans un arrêt du Conseil d'État du 19 juin 1996 Syndicat CGT des personnels des affaires culturelles, que les salariés d’une association sont soumis aux statuts de droit privé et cela même si l’association exerce une mission de service public et est financée par les pouvoirs publics.
La Cour de cassation a précisé que la signature d’un contrat dit de bénévolat entre une association et une personne n’ayant pas la qualité de sociétaire, n’exclut pas l’existence d’un contrat de travail si les conditions sont remplies. C’est le cas pour des personnes qui effectuent un travail d’accompagnement du voyageur sous les ordres et selon les directives de l’association. Celle-ci contrôle l’exécution de ce travail et sanctionne les manquements éventuels. Les bénévoles en l’espèce avaient reçu une somme forfaitaire qui dépassait le montant des frais réellement exposés. Il existe toutefois des situations intermédiaires où coexistent un lien de subordination et de rémunération mais pour lesquelles la Cour de cassation hésite à reconnaître l’existence d’un contrat de travail.
Ex. : Affaire des compagnons d’Emmaüs ; la notion de salariat a été écarté dans la mesure où l’intégration à cette communauté en qualité de compagnon emporte soumission à des règles de vie communautaire qui définisse un cadre d’accueil, comprenant la participation à un travail destiné à l’insertion sociale des compagnons, et qui exclut tout lien de subordination.
La Cour de cassation n’a pas retenu ce critère de vie communautaire pour exclure le lien de subordination dans une affaire des « témoins de Jéhovah ». La vie en communauté ne pouvait faire obstacle à l’application des règles d’ordre public du code du travail.
Les membres d’une association peuvent être salariés, c’est même parfois exigé. C’est le cas par exemple des entraîneurs des clubs sportifs affiliés à une fédération régionale et qui doivent être titulaire d’une licence au sein du club dont ils sont salariés.
La convention collective applicable est celle de l'activité principale de l'association.
Pour respecter le critère de gestion désintéressée, une association doit s’abstenir de rémunérer ses dirigeants, c’est pourquoi les membres du bureau (Président, Trésorier, Secrétaire) ne doivent pas être rémunérés. Toutefois, le dirigeant de l’association peut percevoir de celle-ci une rémunération brute annuelle n’excédant pas les ¾ du SMIC (instruction ministérielle du 15 septembre 1998).
Les salariés ne doivent pas être dirigeant de droit ou de fait de l’association. La notion de dirigeant s’apprécie selon les mêmes critères qu’en matière de droit des sociétés : c'est la personne qui remplit des fonctions normalement dévolues aux dirigeants de droit ; elles exercent un contrôle de l’association et définissent ses orientations. Cette gestion de fait a des conséquences fiscales, il appartient aux services fiscaux d’apporter la preuve d’une gestion de fait.
La présence de salariés au sein du Conseil d'administration est autorisée selon les modalités et dans les limites prévues par les statuts. Cette participation des salariés est limitée aux ¼ des membres du Conseil d'administration permis par une instruction fiscale du 15 septembre 1988. Les salariés ne sauraient exercer un rôle prépondérant au sein du Conseil d'administration et ils ne peuvent siéger au bureau.

### Le bénévole
Le bénévole peut être défini comme celui qui apporte librement son concours à une association et ne perçoit aucune rémunération de celle-ci. Le bénévole peut être remboursé des frais engagés pour l’exercice de son activité associative. Les justificatifs doivent être conservés pendant 3 ans ; période qui correspond au délai de mise en demeure en matière de cotisation de sécurité sociale sur les salaires. Le bénévole ne bénéficie pas de protection sociale en cas d’incident mais la responsabilité civile de l’association pourra être recherchée.
La loi du 17 janvier 1986 ainsi que celle du 7 août 1991 accordent aux salariés, lorsqu’ils sont par ailleurs membres bénévoles d’une association, le droit d’obtenir congé de leur employeur afin de représenter leur association dans toutes les instances étatiques instituées par la loi.

### Les fonctionnaires
Il est possible de faire travailler des fonctionnaires dans une association si celle-ci est chargée d'une mission de service public. Il s'agit donc des associations habilitées.

#### La mise à disposition des fonctionnaires
Les organes associatifs qui exercent des missions de service public peuvent bénéficier sur leurs demandes de la mise à disposition de fonctionnaire. Cette mise à disposition n'est pas de droit et ne peut avoir lieu qu'en cas de nécessité du service et avec l'accord du fonctionnaire. Ce dernier devra remplir des fonctions d'un niveau hiérarchique comparable aux fonctions exercées dans son administration d'origine.
Lorsqu'un fonctionnaire est mis à disposition, il demeure dans son corps d'origine, c'est-à-dire qu'il est réputé occuper son emploi et continue à recevoir rémunération de son emploi, cependant il effectue son service dans une autre administration que la sienne. Sa rémunération est versée par son administration d'origine. Toutefois celle-ci peut demander à l'association de la prendre en charge, mais seulement si elle n'a pas été exonérée partiellement ou totalement. Pendant la durée de la mise à disposition, le fonctionnaire est placé sous l'autorité de son administration d'origine, ainsi le pouvoir disciplinaire est toujours en cours. Le fonctionnaire conserve ses droits à l'avancement et à la retraite. De plus il continue à être inspecté et noté.
La mise à disposition est prononcée par arrêté ministériel du ministère dont relève l'intéressé, et ne pourra intervenir qu'après signature d'une convention entre l'administration gestionnaire du fonctionnaire, et l'association d'accueil. Ainsi le fonctionnaire sera lié par un contrat de droit privé et ses conditions de travail seront fixées par l'association dans cette convention.
La convention conclue entre l'administration et l'association, ainsi que l'arrêté ministériel doivent faire l'objet d'une publication. La mise à disposition ne peut excéder trois ans mais peut être renouvelée (les modalités de renouvellement sont fixées dans la convention). On peut mettre fin à la mise à disposition de diverses manières :
- sur demande du fonctionnaire
- sur demande de l'administration. La décision administrative de mettre fin à la mise à disposition relève du juge administratif.
- sur demande de l'association. Si la rupture provient de l'association, celle-ci doit respecter le préavis de licenciement.

#### Le détachement
Pour bénéficier de fonctionnaires détachés, l'association doit assurer des missions d'intérêt général. Le ministre dont relève la gestion de l'agent est seul compétent pour apprécier le caractère « d'intérêt général » de l'organisme. En cas de doute, il peut saisir la DGAFP pour avis. L'association doit obligatoirement préciser dans ses statuts le nombre et la nature des emplois susceptibles d'être pourvus par des fonctionnaires détachés. Ces emplois doivent être approuvés par arrêté interministériel du ministre du budget, de celui de la fonction publique et du ou des ministres intéressés.
Lorsqu'un fonctionnaire est détaché, il est placé hors de son corps d'origine, mais continue à bénéficier dans ce corps de ces droits à l'avancement et à la retraite. Il bénéficie des dispositions applicables aux salariés de l'association, c'est un contrat de droit privé. Sa rémunération ainsi que l'ensemble des cotisations sociales est supportée et versée par l'association. Un fonctionnaire détaché n'a pas le droit en principe, au maintien de la rémunération qu'il percevait dans son corps d'origine, sauf en cas de détachement d'office.
Le détachement intervient soit à la demande du fonctionnaire, soit prononcé d'office par son administration. Le détachement peut être de courte ou de longue durée, de 6 mois sans renouvellement à 5 ans renouvelable. On peut mettre fin au détachement de diverses manières :
- sur demande du fonctionnaire. Celui-ci demandera alors la réintégration dans son corps d'origine. S'il ne peut être réintégré, on le place en disponibilité (c'est-à-dire qu'il sera hors de son administration et cessera de bénéficier de ses droits à l'avancement et à la retraite. La disponibilité peut être prononcée à la demande de l'intéressé).
- sur demande de l'association. Le fonctionnaire continue à être rémunéré jusqu'à la fin officielle de son détachement, si toutefois l'administration ne peut pas le réintégrer.

## La fiscalité des associations
L’association à but non lucratif n’est pas soumise aux impôts dus par les personnes qui exercent une activité commerciale.
3 formes d’impôts
1. Taxe sur la valeur ajoutée
2. Impôt sur les sociétés
3. Contribution économique territoriale

L’association ne doit pas faire de perte sinon elle risque de disparaître par liquidation judiciaire.
Toutefois, si l’association exerce une activité lucrative, elle est soumise à ces impôts, sauf si :
- Sa gestion est désintéressée : le fait pour l’association de ne procurer aucun avantage injustifié à ses membres (ex : remboursement de frais sans justification)
- Ses activités non lucratives restent significativement prépondérantes.

Pour que l’association soit soumise aux impôts commerciaux, l’administration fiscale doit apporter la preuve en différentes étapes.
1. L’administration fiscale doit démontrer que la gestion est intéressée. Et si elle l’est, l’association est soumise à impôt.
2. Si la gestion est désintéressée, l’administration fiscale doit démontrer que l’association à une activité lucrative prépondérante et que cette activité concurrence les entreprises du secteur commercial.
3. Si la démonstration d’une concurrence possible a été faite, l’administration fiscale va examiner les conditions de l’activité.

## Activités commerciales et lucrativité
L’association peut avoir un but lucratif, comme une société. Elle est alors susceptible d'être soumise aux impôts commerciaux. Elle est aussi susceptible d'être requalifiée en « société créée de fait »
Une association peut aussi exercer des actes de commerce, que ce soit à titre accessoire ou habituel. Le cas échéant, elle est soumise aux obligations des commerçants (droit de la concurrence, droit de la consommation...), sans pour autant être considérée comme un commerçant au regard de la loi, : cette dissociation génère un cadre juridique désavantageux pour l'association, ses membres et les tiers, car elles ne peuvent pas bénéficier des prérogatives des commerçants, telles que la possibilité de signer un bail commercial.
Toute activité commerciale habituelle doit être précisée dans les statuts. L'association est considérée comme commerciale si ces activités priment ou se confondent avec l'objet statutaire.

## La disparition de l'association

### Les différentes formes de dissolution

#### La dissolution volontaire
L'association peut être librement dissoute par la seule volonté des associés et pour n'importe quel motif. Dès lors, on prononce la dissolution en Assemblée Générale ordinaire. À ce propos, il faut prévoir dans les statuts les conditions de quorum et de majorité requise, pour prononcer la dissolution. Si rien n'est précisé dans les statuts, le consentement de tous les sociétaires sera requis pour dissoudre l'association. La loi de 1901 ne prévoit pas l'obligation de déclarer en préfecture la dissolution, cependant l'administration encourage cela.

#### La dissolution statutaire
Ce type de dissolution a lieu lorsque le but de l'association est atteint ou lorsque l'association a été fondée à durée limitée. Une clause de prorogation peut faire reculer la dissolution de l'association. Cette clause peut avoir été prévue dans les statuts dès la constitution de l'association, ou peut être ajoutée avant l'arrivée du terme. Le procès-verbal de prorogation devra alors être adressé au préfet et publié au journal officiel.

#### La dissolution judiciaire
Il y a dissolution judiciaire lorsque l'association ne répond pas à toutes les conditions prévues par la loi ou lorsque l'objet de l'association est illicite ou contraire aux bonnes mœurs. Dès lors, la dissolution est prononcée par le tribunal de grande instance du ressort du siège social de l'association. Avant de dissoudre, le juge peut demander au préalable à l'association de régulariser son statut. L'action en dissolution judiciaire peut être diligentée par tout intéressé (sociétaires, créanciers, tiers, etc). Toutefois, il faut justifier d'un intérêt légitime matériel ou moral. Le Ministère public qui assure la défense de l'intérêt général peut aussi exercer l'action en dissolution. Le tribunal a la possibilité d'ordonner par provision la fermeture des locaux et l'interdiction de toutes réunions.

#### La dissolution administrative

##### Les cas de dissolution administrative
Il s'agit d'un cas de dissolution restreinte ne pouvant intervenir qu'en vertu de dispositions législatives expresses (ainsi le gouvernement ne dispose pas d'un pouvoir général pour dissoudre les associations). Dès lors, la dissolution est prononcée par une autorité administrative ayant au préalable prévenu l'association. Ainsi, elle a un effet immédiat toutefois susceptible de recours. L'association pourra présenter ses observations et ce, afin de respecter le principe du contradictoire.
La loi du 10 janvier 1936 sur les groupes de combat et milices privées institue la dissolution par décret en Conseil des Ministres des associations provoquant des manifestations armées dans la rue, ou ayant pour but de porter atteinte à l'intégrité du territoire, ou d'attenter par la force à la forme républicaine du gouvernement. Cette loi visait à l'origine les associations d'extrême droite, puis elle a été étendue.
Les associations racistes relèvent de la loi du 1er juillet 1972 (complétant la loi de 1936) qui prévoit la dissolution par décret en Conseil des Ministres, des groupes qui, soit provoqueraient à la haine, la discrimination ou à la violence envers une personne ou un groupe de personnes à raison de leurs origines ou leurs non-appartenance à une ethnie, une nation, une race ou une religion, soit propageraient des idées ou théories tendant à justifier ou encourager cette haine, cette discrimination ou cette violence.
La loi du 9 septembre 1986 prévoit la dissolution par décret en Conseil des Ministres, des groupements qui se livrent ou provoquent des actes de terrorisme.
La loi du 5 juillet 2006 prévoit la dissolution de toute association ayant pour objet le soutien à une association sportive et dont des membres ont commis en réunion, en relation ou à l'occasion d'une manifestation sportive, des actes répétés constitutifs de dégradations de biens, de violence sur des personnes ou d'incitation à la haine ou à la discrimination.

##### Procédure de dissolution administrative et recours
Ce type de dissolution est donc prononcée par décret en Conseil des Ministres. À l'origine, aucune obligation de motivation n'incombait à l'Administration, toutefois, depuis la loi du 11 juillet 1979, la motivation est obligatoire. Ainsi, en l'absence de motivation, le décret sera déclaré nul par le juge si toutefois on le saisit. Ce décret doit faire mention des considérations de droit (c'est-à-dire du fondement juridique) ainsi que des considérations de fait.
Lorsque l'Administration envisage de prendre un décret de dissolution, elle doit respecter le principe du contradictoire. Ainsi, l'association pourra présenter préalablement ses observations écrites avant toutes décisions de dissolution. Toutefois le respect du contradictoire peut être écarté dans des cas exceptionnels tels que l'urgence, les nécessités d'ordre public ou la conduite des relations internationales. L'association pourra alors former un recours gracieux afin de demander à l'Administration de revenir sur sa décision, en lui présentant des éléments de fait et de droit à l'appui de son recours. Ce recours permet de proroger un recours pour excès de pouvoir de 2 mois devant le Conseil d'État. La loi du 10 janvier 1936 a prévu la possibilité pour l'association dissoute d'exercer un recours pour excès de pouvoir malgré la perte de sa personnalité juridique. De même un arrêt du Conseil d'État en date du 21 juillet 1970 a admis la recevabilité d'un recours pour excès de pouvoir formé par un membre d'une association dissoute.
Le recours n'est pas suspensif, c'est-à-dire qu'il ne fait pas obstacle au caractère exécutoire de la décision. Toutefois on peut demander le référé-suspension, c'est-à-dire la suspension de la décision pendant le procès. Ainsi pour en bénéficier, il faudra déposer la requête de fond en même temps que la requête du référé. Ce type de requête est assez rare et le juge dispose d'un pouvoir discrétionnaire à son attribution. La loi du 10 janvier 1936 institue une procédure d'urgence prévoyant que la juridiction administrative qui est saisie des recours en excès de pouvoir, devra statuer d'urgence.

### Les règles de liquidation
On s'est inspiré du droit des sociétés ainsi que du Code civil, notamment en son article 1844-8 qui dispose en son troisième alinéa que « la personnalité morale de la société subsiste pour les besoins de la liquidation jusqu'à la publication de la clôture de celle-ci ». Par conséquent, l'association conserve sa personnalité morale, son siège social et peut continuer à faire des opérations nécessaires à la liquidation. Elle conserve également son patrimoine social qui va rester le gage exclusif des créanciers sociaux, qui auront un droit de préférence sur ce patrimoine. De plus l'association pourra agir en justice mais pour les seuls besoins de sa liquidation. Enfin, elle survit pour tous les contrats passés avant liquidation, les baux ou les marchés conclus.

#### Le rôle et la nomination du liquidateur
Le liquidateur a pour fonction de faire tous les actes nécessaires à la liquidation d'une association dissoute, tout en maintenant la valeur du patrimoine social de celle-ci. Il recouvre les créances contre les tiers et les sociétaires eux-mêmes. Il peut engager une action en justice et doit réaliser l'actif, c'est-à-dire transformer l'actif en espèce afin de rembourser les créanciers. Le liquidateur est responsable à l'égard des sociétaires des fautes qu'il pourrait commettre.
Il peut être nommé par les sociétaires eux-mêmes ou par le juge. Les statuts peuvent prévoir une clause de liquidation, le cas contraire, le liquidateur devra être nommé à la majorité des voix des sociétaires. Selon un décret du 16 août 1901 si les statuts n'ont rien prévu ou si l'Assemblée générale en cas de dissolution volontaire, n'a pas prise de décision, c'est le tribunal qui nomme un curateur. Ce dernier a pour but de réunir une Assemblée Générale afin de statuer sur la dévolution des biens. La dissolution constituant une modification des statuts, de même que la nomination d'un liquidateur se substituant aux dirigeants, devra faire l'objet d'une déclaration en préfecture.

#### La reprise des apports
Il peut subsister un actif après la liquidation, on parle de boni de liquidation. En droit commercial, ce boni est réparti entre les associés au prorata des parts de ceux-ci. En droit des associations, il est impossible d'attribuer une quelconque part des biens aux sociétaires selon le décret du 16 août 1901. Les statuts peuvent prévoir à qui revient ce boni, le cas contraire c'est l'Assemblée Générale qui choisit : on parle de dévolution des biens. Si l'Assemblée Générale ne parvient pas à une réponse, le boni revient alors à l'État. Le plus souvent, le boni est transmis à d'autres associations ou œuvres d'intérêt général. En principe, les biens apportés par un sociétaire devront lui revenir à la dissolution de l'association.

## Divers
La loi no 82-1169 du 31 décembre 1982 relative à l'organisation administrative de Paris, Marseille, Lyon et des établissements publics de coopération intercommunale, prévoit la participation à la vie municipale des associations qui en font la demande. Dès lors, les mairies leur réservent des espaces d'affichages publicitaires.
Le Conseil national de la vie associative a été mis en place par décret du 25 février 1983. Il s'est transformé en Haut Conseil à la Vie Associative en 2011.
La circulaire du 22 décembre 1999 a mis en place auprès du préfet, des délégués départementaux à la vie associative (DDVA) ayant pour tâche d'accompagner le développement des associations ainsi que leur gestion quotidienne.
Le décret no 2001-865 du 21 septembre 2001 a institué auprès du Premier ministre un groupe permanent de la vie associative chargé d'assurer la concertation entre pouvoir public et associations sur toutes les mesures concernant la vie associative.